# Necrópolis megalítica de Gádor
La necrópolis megalítica de Gádor es un yacimiento arqueológico localizado en el municipio de Gádor, Almería (España). Es uno de los conjuntos funerarios del sureste de la península ibérica más amplios y es de un gran interés arqueológico. La necrópolis ha sido datada como de la Edad de Bronce.

## Descripción
Este yacimiento está formado fundamentalmente por enterramientos megalíticos, u ortostáticos, que constan de una cámara central de forma poligonal, construida con grandes piedras dispuestas verticalmente (ortostatos), y provistos de una cubierta plana realizada mediante losas de piedra.
También se documenta en algunas de estas estructuras un corredor de acceso orientado de noroeste a sureste, que comunica la cámara con el exterior, y por último, en líneas generales, las tumbas se cubren con un túmulo de piedras y tierra. Formando parte de esta necrópolis también se ha podido identificar un tholos, o tumba de falsa cúpula, cuya planta es similar a la de los megalitos con corredor, si bien hay diferencias en cuanto a tamaño y técnicas constructivas, pues normalmente los tholoi, plural de "tholos", tienen una cámara y túmulo mayor que los megalitos. La diferencia más significativa radica en la cubierta, conseguida por aproximación de hiladas. 
Otro tipo de tumbas localizado se adscriben a la tipología de enterramientos en covacha, aunque sólo se han podido detectar dos. La Necrópolis Megalítica de Gádor pertenece a la Edad del Cobre, período en el que la población en el estuario del Andarax tiende a concentrarse, apareciendo los asentamientos centrales cerca de las zonas con mayores recursos, que pasan a controlar. La limitación de tierras de cultivo en el sureste, los procesos de acumulación de riqueza pecuaria y la concentración de fuerza de trabajo en algunos asentamientos, que facilitaba la capacidad de movilizar grandes contingentes en determinadas actividades, condujo a procesos de desigualdad dentro y entre los poblados, enmascarados mediante el desarrollo de una ideología sacralizada, que tendrá como máximo exponente la monumental necrópolis de Los Millares.
Con la especialización de algunos centros en determinados recursos no subsistenciales (minería), la aparición de poblados agrícolas dependientes y tributarios, así como el control de los bienes de prestigio, se consolida la desigualdad social y el acceso restringido a las elites del poder y la riqueza. En este contexto, en el que parte de la población seguía desplazándose esporádicamente con los rebaños, las tumbas colectivas adquieren tres funciones principales: expresión de la cohesión social, definidores de las desigualdades entre linajes y entre los asentamientos, y demarcadores de los territorios usados para la explotación subsistencial (tierras agrícolas y zonas de pastos).
En este caso, las tumbas se extienden por una amplia superficie dando lugar a lo que denominamos necrópolis dispersa, por la gran distancia que existe entre los enterramientos. Estas construcciones ocupan normalmente lugares estratégicos en torno a las vías naturales de comunicación dando lugar de este modo a necrópolis muy extensas.